# لي يي
لي يي (بالصينية: 李毅)، لاعب كرة قدم صيني، وهو أيضاً مدرب كرة قدم، وهو يلعب في خط الهجوم في منتخب الصين لكرة القدم، ونادي شينزين كينغواي.

## كأس آسيا 2004
و قد سجل هدف في مرمى منتخب أندونيسيا لكرة القدم.

## روابط خارجية
- لي يي على موقع قاعدة بيانات كرة القدم.إي يو (الإنجليزية)
- لي يي على موقع ناشيونال فوتبول تيمز (الإنجليزية)